# Distretto di Andabamba (Cajamarca)
Il distretto di Andabamba è uno degli undici distretti  della provincia di Santa Cruz, in Perù. Si trova nella regione di Cajamarca e si estende su una superficie di 7,61 chilometri quadrati.

Istituito il 21 agosto 1967, ha per capitale la città di Andabamba; al censimento 2005 contava 1.865 abitanti.